# Bryoptera friaria
Bryoptera friaria là một loài bướm đêm trong họ Geometridae.